# Benjamin Cutmore
Benjamin Paul Cutmore (conocido como Ben Cutmore; Cambridge, 10 de marzo de 2003) es un deportista británico que compite en saltos de trampolín y plataforma.
En los Juegos Europeos de Cracovia 2023 consiguió una medalla de bronce en la prueba de plataforma 10 m sincro. Ganó seis medallas en el Campeonato Europeo de Natación, en los años 2022 y 2025.

## Palmarés internacional
| Juegos Europeos    | Juegos Europeos   | Juegos Europeos   | Juegos Europeos            |
| Año                | Lugar             | Medalla           | Prueba                     |
| ------------------ | ----------------- | ----------------- | -------------------------- |
| 2023               | Rzeszów (Polonia) | Medalla de bronce | Plataforma 10 m sincro     |
| Campeonato Europeo |                   |                   |                            |
| Año                | Lugar             | Medalla           | Prueba                     |
| 2022               | Roma (Italia)     | Medalla de oro    | Plataforma 10 m sincro     |
| 2022               | Roma (Italia)     | Medalla de bronce | Plataforma 10 m            |
| 2024               | Belgrado (Serbia) | Medalla de oro    | Trampolín 3 m sincro mixto |
| 2024               | Belgrado (Serbia) | Medalla de bronce | Plataforma 10 m            |
| 2024               | Belgrado (Serbia) | Medalla de bronce | Plataforma 10 m sincro     |
| 2025               | Antalya (Turquía) | Medalla de bronce | Trampolín 3 m sincro mixto |